# Finsteraarhorn
Il Finsteraarhorn (4.274 m s.l.m.) è la montagna più alta delle Alpi Bernesi in Svizzera.

## Toponimo
Il suo nome significa "Corno scuro di Aar".

## Descrizione
Si trova lungo la linea di confine tra il Canton Vallese e il Canton Berna e costituisce il punto più elevato di quest'ultimo. Situato all'interno del più grande complesso glaciale delle Alpi, ovvero quello che comprende il ghiacciaio dell'Aletsch, è circondato da un gran numero di alte vette e lingue glaciali. La sua forma particolare, una piramide slanciata verso il cielo, lo rende una cima ben riconoscibile e decisamente affascinante.
A ovest è contornato dal Ghiacciaio di Fiesch mentre a est prendono forma i rami alti dell'Aargletscher. In giornate particolarmente nitide è visibile anche da Milano e da punti panoramici dell'Appennino (Oltrepò, Passo del Penice) e da nord dalla catena dei Vosgi.

## Geologia
Il Finsteraarhorn si trova al culmine del Massiccio dell'Aar, un massiccio di roccia cristallina che emerge nel settore orientale delle Alpi Bernesi e Urane. Il massiccio appartiene alla zona Elvetica ed è costituito da porzioni di basamento cristallino europeo, prevalentemente a base di granito e gneiss. La sommità è composta da anfibolite.
Il sollevamento tettonico avvenne circa sei milioni di anni fa. La deformazione anelastica delle rocce comportò una serie di fratture e condusse alla formazione di cristalli idrotermali generati dalla deposizione di acque sature che scorrevano al suo interno.

## Ascensione
Dopo un primo tentativo di ascensione da parte di Johann Rudolf Meyer che affermava di aver raggiunto la vetta nel 1812 assieme alle guide Arnold Abbühl, Joseph Bortes e Aloys Volker, recenti ricerche condotte da John Percy Farrar e pubblicate nell'Alpine Journal concludono che i primi a raggiungere effettivamente la vetta seguendo la cresta Nord-Ovest furono Jakob Leuthold e Johann Währen, le due guide del geologo Franz Joseph Hugi, il 10 agosto 1829. Lo stesso Franz Joseph Hugi, con A. Abbühl, A Dändler, C. Lauener e J. Währenhad, era riuscito il 19 agosto 1828 ad arrivare fino alla sottostante sella (detta oggi Hugisattel), ma si era dovuto fermare a causa del cattivo tempo che espose lui e i suoi compagni ad un severo rischio di morte.

### Via di salita
La via normale attualmente parte dalla Finsteraarhornhütte. Dal rifugio salendo sul ghiacciaio soprastante si oltrepassa la sella detta Frühstückplatz per poi puntare all'Hugisattel, ad oltre 4000 metri di quota. Percorre infine la cresta verso destra sino alla vetta, da dove è possibile ammirare un panorama delle Alpi svizzere.

## Galleria d'immagini

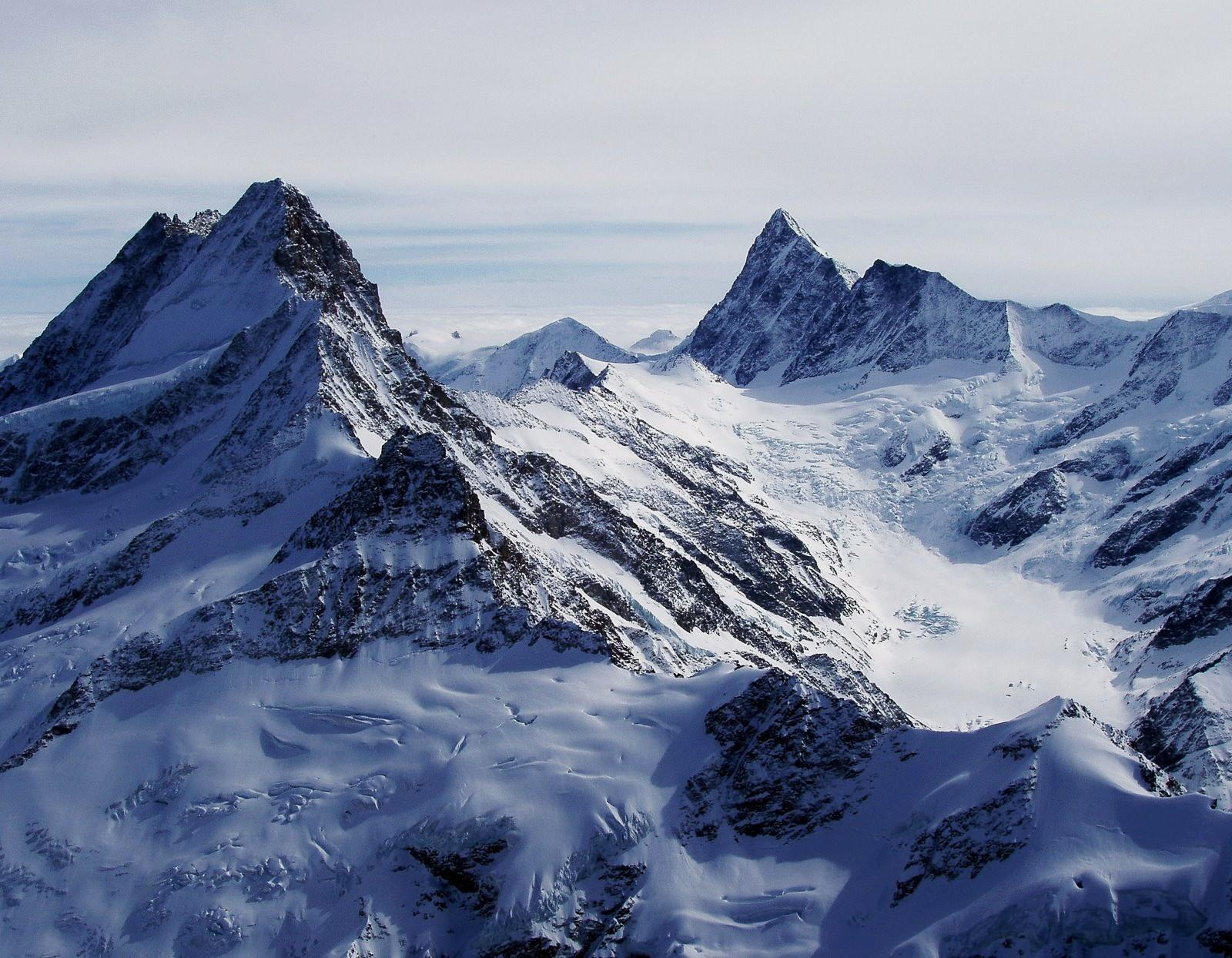
Lo Schreckhorn (a sinistra) e il Finsteraarhorn (a destra).
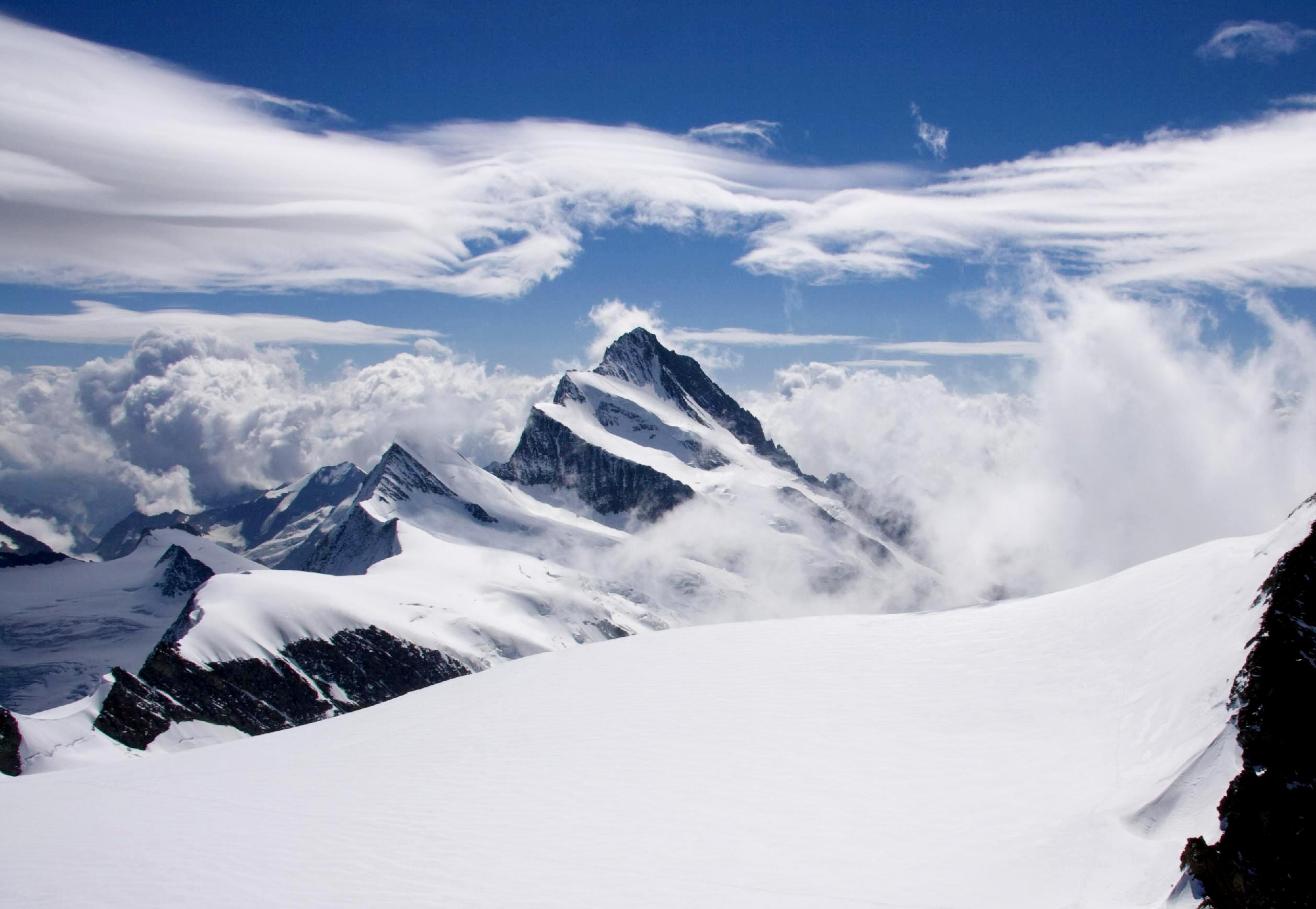
Vista da ovest. La Hugisattel si trova appena sotto la sommità sulla sinistra.
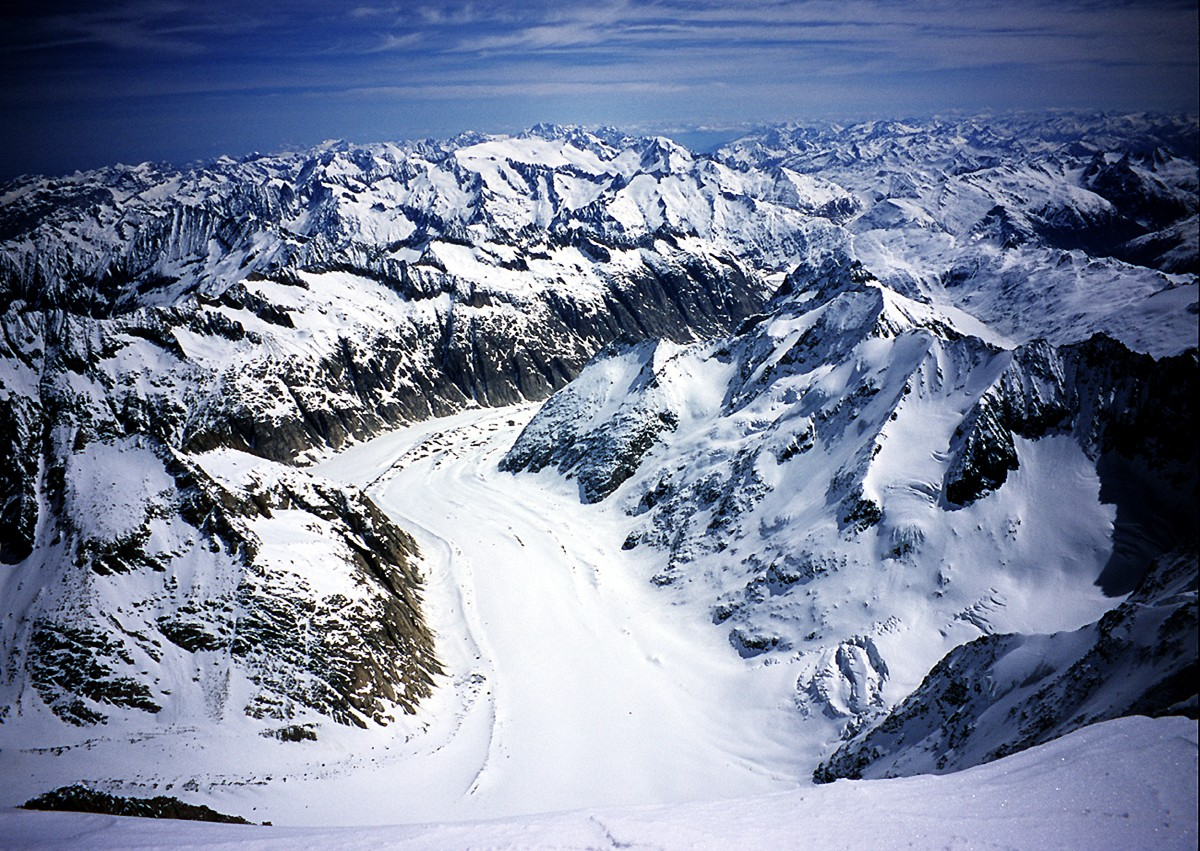
Vista sul ghiacciaio del Finsteraar, dalla sommità.